# Rostryggig honungsfågel
Rostryggig honungsfågel (Ptiloprora guisei) är en fågel i familjen honungsfåglar inom ordningen tättingar.

## Utbredning och systematik
Rostryggig honungsfågel förekommer på Nya Guinea. Den behandlas antingen som monotypisk eller delas in i två underarter med följande utbredning:
- P. g. umbrosa – förekommer på nordöstra och östra Nya Guinea i Adelbergbergen, på berget Bosavi, i Saruwagedbergen på Huonhalvön, i bergskedjan Schrader och i Eastern Highlands västerut till åtminstone Tari
- P. g. guisei – bergstrakter på sydöstra Nya Guinea österut från bergskedjorna Bismarck och Kubor samt i Herzogbergen

## Status
IUCN kategoriserar arten som livskraftig.